# Kakhak
Kākhak (farsi کاخک) è una città dello shahrestān di Gonabad, circoscrizione di Kakhak, nella provincia del Razavi Khorasan in Iran. Aveva, nel 2006, una popolazione di 4.015 abitanti.